# O tempora, o mores
O tempora, o mores (в буквален превод:  О времена, о нрави) е придобило известност възклицание на Цицерон от първата му реч против Катилина, което се превръща в нарицателен латински израз.
Изразът за пръв път се употребява от Цицерон във Втората сесия на процеса срещу Гай Вер - Четвърта реч „За статуите“.